# لويس غارسيا مونتيرو
لويس غارسيا مونتيرو (بالإسبانية: Luis García Montero)‏ هو شاعر إسباني، ولد في 4 ديسمبر 1958 في غرناطة في إسبانيا.

## وصلات خارجية
- الموقع الرسمي
- لويس غارسيا على موقع ميوزك برينز (الإنجليزية)